# 佐藤尊徳
佐藤 尊徳（さとう たかのり、1967年11月26日 - ）は、日本の実業家。WEBマガジン「政経電論」の編集長。元雑誌「経済界」編集長。
元ラグビー日本代表の吉田義人とは明治大学の同期。
愛称は、「そんとく」さん。

## 経歴

### 生い立ち
神奈川県出身。明治大学商学部卒業。
1991年、経済界 (出版社)入社。創業者・佐藤正忠の随行秘書を務め、人脈の作り方を学びネットワークを広げる。苗字が同じため、佐藤の息子と勘違いされることが多かったが、息子ではない。
雑誌「経済界」の編集長も務めるも、22年間勤めたのち経済界(出版社)を退職。

### 起業
2013年、株式会社損得舎を設立。社名の名付け親は幻冬舎の見城徹。
経済界時代に得たネットワークと経験を活かし、“政治・経済が好きになる”ことをコンセプトとしたWEBマガジン「政経電論」を創刊。創刊号には安倍晋三内閣総理大臣が巻頭に登場し、インタビュー記事が掲載された。
プロラボホールディングス 特別顧問を務めている。

## 出演
- 佐藤尊徳の俺にも言わせろ！（ニコニコチャンネル）
- 政経電論TV（2023年5月 - 、YouTube）井川意高と出演。

## 著書
- 『やりぬく思考法 日本を変える情熱リーダー9人の”信念の貫き方”』双葉社、2016年、ISBN 4575311286